# Ахдзник
Алдзник, или Агдзник (јерм. Աղձնիք), у грчко-римским изворима Арзанена (грч. Ἀρζανηνή) - ашхар (покрајина, област) историјска је област Велике Јерменије дуж средњег тока ријеке Тигар, сјеверно од данашњег града Дијарбакира. У прошлости је то било царство Алзи, или Алше. Област се налазила између Софене (Четврте Јерменије), Туруберана, Мока и Месопотамије. Овдје се налазила пријестоница Велике Јерменије - град Тигранакерт; покрајином је владао бдешх  са титулом „велики бдешх“. Послије прве подјеле Јерменије (387. године) област је припала Персији, а после подјеле 591. године - Византији. 
Алдзник је имао топлу климу и био је позната по својим ријекама и изворима, као и по рудницима гвожђа и олова. Били су добро развијени сточарство, узгој грожђа и производња вина.

## Историја
Године 298, дио Алдзника освојили су Римљани. Споразумом у Акилисени 387. године Велика Јерменија, узрок честих сукоба између два велика царства – Источног Римског и Сасанидског – подијељена је на двије сфере утицаја. Мањи дио је потпао под утицај Римљана, а већи под утицај Персијанаца. То је била тзв „прва подјела Јерменије.“ Тада је и остатак Алдзника, осим града Арзан (Арзун) такође припао Римљанима. До 591. године читав Алдзник је припојен Источном римском царству. На мјесту уништеног Тигранокерта, Римљани су изградили нови град по имену Мартирополис (Нпркерт). 
Византијски цар Маврикије иселио је Јермене, од којих су неки основали колонију на Кипру. Подручје Алдзника износило је 17532 км². Јерменски географ из 7. вијека. Ананија Ширакаци описује Алдзник сљедећим ријечима: „Агдзник, не ријеци Тигар, подијељен је на 10 области: 1. Арзен, 2. Неперкерт, 3. Кег, 4. Кетик, 5. Татик, 6. Азнуац-дзор, 7. Херхетс, 8. Гзез, 9. Санодзор, 10. Сасун.  Из ове области набавља се нафта, много жељеза, гали и птица дехзук.“
Током арапског освајања Јерменије, многа арапска племена су се населила у Арзанену. Јермени су опстали у планинским дијеловима све до геноцида 1915. године.